# Siderone syntyche
Siderone syntyche (denominada popularmente, em inglês, Red-patched Leafwing) é uma borboleta neotropical da família Nymphalidae e subfamília Charaxinae, encontrada do México até a bacia do rio Amazonas do Brasil (Amazônia) ao Peru. Foi classificada por William Chapman Hewitson, com esta denominação, em 1854 e com seu tipo nomenclatural coletado no México e descrito na obra Illustrations of new species of exotic butterflies: selected chiefly from the collections of W. Wilson Saunders and William C. Hewitson, publicada em 1856.

## Descrição
Adultos desta espécie, vistos por cima, possuem as asas de contornos falciformes, de tonalidade castanho-enegrecida ou azulada, com faixa vermelha brilhante indivisa nas asas anteriores. Vistos por baixo, apresentam a semelhança com uma folha seca, com finos desenhos mosqueados e regiões escurecidas, simulando marcas de umidade ou fungos.

## Subespécies
S. syntyche possui três subespécies:
- Siderone syntyche syntyche - Descrita por Hewitson em 1854 - Distribuída do sul do México até a América Central
- Siderone syntyche angustifascia - Descrita por A. Hall em 1917 - Localidade tipo: Equador
- Siderone syntyche mars - Descrita por H. Bates em 1860 - Localidade tipo: Brasil (Amazonas)[5]